# Euphorbia parkeri
Euphorbia parkeri là một loài thực vật có hoa trong họ Đại kích. Loài này được Binojk. & N.P.Balakr. mô tả khoa học đầu tiên năm 1993.